# Domokós
Domokós (Domokos) är en kommunhuvudort i Grekland.   Den ligger i prefekturen Fthiotis och regionen Grekiska fastlandet, i den centrala delen av landet, 180 km nordväst om huvudstaden Aten. Domokós ligger 576 meter över havet och antalet invånare är 1 531.
Terrängen runt Domokós är varierad. Domokós ligger uppe på en höjd. Runt Domokós är det ganska glesbefolkat, med 24 invånare per kvadratkilometer. Närmaste större samhälle är Fársala, 20,0 km norr om Domokós. Trakten runt Domokós består till största delen av jordbruksmark.